# Tomophyllum bipinnatifidum
Tomophyllum bipinnatifidum är en stensöteväxtart som först beskrevs av Bak., och fick sitt nu gällande namn av Barbara S. Parris. Tomophyllum bipinnatifidum ingår i släktet Tomophyllum och familjen Polypodiaceae. Inga underarter finns listade.